# Habranthus ruber
Habranthus ruber är en amaryllisväxtart som beskrevs av Pierfelice Ravenna. Habranthus ruber ingår i släktet Habranthus och familjen amaryllisväxter. Inga underarter finns listade i Catalogue of Life.